# Hothersall
Hothersall – civil parish w Anglii, w Lancashire, w dystrykcie Ribble Valley. W 2001 civil parish liczyła 145 mieszkańców. Hothersall było Hudereshale w 1199, Hudersale w 1212, Huddreshal w 1254, Hordeshal w 1256, Hudersale, Huderishale, Hodereshale w 1292 i Hothersall w 16 wieku.